# Mod (film)
 For alternative betydninger, se Mod. (Se også artikler, som begynder med Mod)
Mod (russisk: Мужество) er en sovjetisk film fra 1939 produceret af Lenfilm og instrueret af Michail Kalatosov.

## Handling
Luftakrobaten Aleksej Tomilin beslutter sig en dag for ikke at friste skæbnen længere og ikke længere flyve luftakrobatik og kun flyve i i vandrette linjer. Tomilin flyver civil flyvning baseret i en flyveplads tæt på grænsen til Afghanistan. En dag får Tomilin til opgave at flyve til grænseområdet og aflevere en pakke med ordre om at fange en farlig sabotør. Da Tomilin vender tilbage, nødlander han nær en forladt bebyggelse, hvor han bliver taget som gidsel af en bande. Tomilin foregiver at ville flyve sabotøren til udlandet og stoler kun på sin erfaring som flyveres ...

## Medvirkende
- Oleg Zjakov som Aleksej Tomilin
- Dmitrij Dudnikov som Mustafa Khadzhi
- Konstantin Sorokin som Vlasov
- Aleksej Bondi
- Aleksandr Benjaminov som Jusuf